# Halectinosoma angulifrons
Halectinosoma angulifrons is een eenoogkreeftjessoort uit de familie van de Ectinosomatidae. De wetenschappelijke naam van de soort werd in 1919 voor het eerst geldig gepubliceerd door Georg Ossian Sars.